# This Side Up
This Side Up er debutalbummet fra  den danske sanger Jon Nørgaard, der udkom den 18. november 2002 på Medley Records. Albummet er stort set skrevet af Søren Rasted, og er produceret af Rasted i samarbejde med den engelske producer Toby Chapman. Rasted havde det kunstneriske ansvar for albummets tilblivelse sammen med Popstars-dommer Simon Junker. Rasted blev ifølge et interview i BT frarådet i at deltage i projektet af kollegaer i musikbranchen: "Det er jo en øm ting, fordi der er mange i branchen der ikke synes, at det er credible (kunstnerisk troværdigt, red.). Men det tændte mig på en måde lidt. Jeg havde lyst til at give mig i kast med noget, som kunne være farligt, og jeg kunne måske også være med til at vende stemningen lidt." This Side Up havde i maj 2004 solgt 135.000 eksemplarer.
Albummets eneste coverversion, "Love Changes Everything" blev i 2004 også udgivet af den danske houseduo Musikk, med Jon på vokal under pseudonymet John Rock.

## Spor
| #   | Titel                          | Tekst                                   | Musik                  | Producer(e)                   | Længde |
| --- | ------------------------------ | --------------------------------------- | ---------------------- | ----------------------------- | ------ |
| 1.  | "Right Here Next to You"       | Søren Rasted                            | Rasted                 | Toby Chapman, Rasted[a]       | 3:40   |
| 2.  | "Love Changes Everything"      | Dennis Morgan, Simon Climie, Rob Fisher | Morgan, Climie, Fisher | The Shack, Remee              | 4:10   |
| 3.  | "(I Will Miss You) Endlessly"  | Rasted                                  | Rasted                 | Chapman, Rasted, The Shack[a] | 3:54   |
| 4.  | "Will and a Way"               | Rasted                                  | Rasted                 | Chapman, Rasted[a]            | 3:39   |
| 5.  | "One Woman Man"                | Rasted                                  | Rasted                 | Chapman, Rasted[a]            | 4:05   |
| 6.  | "I'll Be the Party"            | Rasted                                  | Chapman                | Chapman, Rasted[a]            | 3:09   |
| 7.  | "Give Me a Hope"               | Rasted                                  | Chapman                | Chapman, Rasted[a]            | 3:26   |
| 8.  | "Typical Me"                   | Rasted                                  | Rasted                 | Chapman, Rasted[a]            | 3:39   |
| 9.  | "This Side Up"                 | Rasted                                  | Rasted                 | Chapman, Rasted[a]            | 3:49   |
| 10. | "Sometimes a Dream Comes True" | Rasted                                  | Rasted                 | Chapman, Rasted[a]            | 3:56   |

Noter
- ↑[a] vokalproducer

## Hitlisteplacering
| Hitliste (2002)    | Højeste placering |
| ------------------ | ----------------- |
| Dansk Album Top-40 | 1                 |